# 小渡鸦
小渡鸦（学名：Corvus mellori），是鸦科鸦属的一种，是全面迁徙的候鸟，为澳大利亚的特有种。该物种的保护状况被评为无危。
小渡鸦的平均体重约为567.0克。栖息地包括城市、牧草地、亚热带或热带的湿润低地林、亚热带或热带的旱林、亚热带或热带的高海拔疏灌丛、耕地、种植园、亚热带或热带的高海拔草原和亚热带或热带的湿润山地林。